# Lee Ho (Fußballspieler, 1984)
Lee Ho (* 22. Oktober 1984 in Seoul) ist ein südkoreanischer Fußballspieler.
Als Teenager hatte Lee ein Jahr lang eine Fußballschule in Brasilien besucht. Danach schloss er sich mit 17 Jahren Ulsan Horang-i an. Ab 2003 kam er dort dann in der K-League zum Einsatz. Größter Erfolg für den Mittelfeldspieler war mit dem Verein 2005 der Gewinn der nationalen Meisterschaft.
Auf internationaler Ebene stand er erstmals in der U20-Auswahl bei der Junioren-WM 2003 im Nationaltrikot auf dem Platz. Erst Ende 2005 stieß er dann zur südkoreanischen A-Nationalmannschaft und spielte sich in wenigen Monaten ins Aufgebot Südkoreas für die
Fußball-Weltmeisterschaft 2006 in Deutschland. Beim Turnier stand er dann auch in allen drei WM-Partien auf dem Platz.
Nach der WM verließ Lee Ho dann seinen Verein und folgte seinem Nationalmannschaftskollegen Kim Dong-jin und dem scheidenden Nationaltrainer Dick Advocaat nach Russland zu Zenit St. Petersburg, wurde dort jedoch sehr selten eingesetzt.
Anfang 2009 wechselte er zum südkoreanischen Rekordmeister Seongnam Ilhwa Chunma.
Nach nur einem Jahr zog es ihn in die Vereinigten Arabischen Emirate, wo er sich dem al Ain Club, der in al-Ain beheimatet ist, an. Im gleichen Jahr ging er nach Japan, um dort 2010 einen Vertrag bei Ōmiya Ardija zu unterschreiben.
2011 ging es von Japan nach Südkorea. Hier unterschrieb er einen Vertrag bei Ulsan Hyundai. Der Verein spielte in der höchsten Liga des Landes, in der K League 1. Nachdem er 2013 an Sangju Sangmu FC ausgeliehen wurde, ging er anschließend zum K League 1-Ligisten Jeonbuk Hyundai Motors.
2017 wechselte er nach Thailand. Hier unterschrieb er einen Vertrag bei Muangthong United, einem Verein aus Pak Kret, einem nördlichen Vorort der Hauptstadt Bangkok. Bis Ende 2019 stand er bei SCG unter Vertrag. Für SCG absolvierte er 50 Erstligaspiele. Mitte 2019 wurde sein Vertrag nicht verlängert. Von Juli 2019 bis Juni 2020 war er vertrags- und vereinslos. Ende Juni 2020 wurde er vom thailändischen Zweitligisten Ayutthaya United FC aus Ayutthaya unter Vertrag genommen. Nach 13 Zweitligaspielen wechselte er Anfang 2021 zu seinem ehemaligen Verein Ulsan Hyundai.

## Erfolge
Ulsan Hyundai FC
- K League 1: 2005
- AFC Champions League: 2012

Zenit St. Petersburg
- Premjer-Liga: 2007
- UEFA-Pokal: Sieger 2008
- UEFA Super Cup: Sieger 2008

Muangthong United
- Thai League

Vizemeister: 2017
- Thai League Cup: 2017